# Tietinga
O tietinga ou tangará-pega (Cissopis leverianus) é uma espécie sul-americana de ave passeriforme, da família Thraupidae. Tais aves medem cerca de 29 cm de comprimento, possuindo uma íris amarela, longa cauda alvinegra, plumagem branca na barriga e negra na cabeça, dorso e peito. Também são conhecidas pelos nomes de anicavara, pega, pega-do-norte, pipira, pintassilgo-da-mata, pintassilgo-da-mata-virgem, prebixim, sabiatinga e sanhaçotinga.
Seu nome vem do tupi tié, nome genérico de pássaros da família dos traupídeos, e tinga, que significa branco ou claro, em referência à cor da penugem do seu peito e dorso. O nome sabiatinga possui etimologia equivalente.